# Obsession
Als Obsession (lateinisch obsessio = das Besetztsein; Blockade) wird in der Psychologie eine mit Furcht verbundene Zwangsvorstellung oder -handlung bezeichnet.  Im engeren medizinischen und psychologischen Sprachgebrauch handelt es sich dabei um eine unangenehm bis quälend, der eigenen Person als zugehörig erlebte Zwangsvorstellung oder -handlung.  Der Begriff wurde von lat. obsidere = ‚in Anspruch nehmen, besetzt halten, belagern, bedrücken‘ abgeleitet. 
Das ICD-10 fasst Zwangsgedanken und Zwangshandlungen in der Zwangsstörung zusammen. Dagegen wird im DSM-5 das dynamische Verhältnis dieser Komponenten stärker betont und von einer „Obsessive–compulsive disorder“ gesprochen, wobei „obsessive“ den gedanklichen Aspekt und „compulsion“ den Handlungsaspekt betrifft. Das DSM versteht unter obsessions wiederkehrende und anhaltende Gedanken oder Bilder, die wie ein Drang als aufdringlich und unerwünscht erlebt werden.
In der Umgangssprache wird damit auch eine emotional sehr starke Begeisterung für ein bestimmtes Thema, Hobby, eine Arbeit oder Aktion bezeichnet; historisch gesehen auch eine Besessenheit im negativen Sinne.